# Uromunna deodata
Uromunna deodata is een pissebed uit de familie Munnidae. De wetenschappelijke naam van de soort is voor het eerst geldig gepubliceerd in 1993 door Hans-Georg Müller.